# Hampus Anderberg
Hampus Anderberg (né le 25 mai 1996 à Halmstad) est un coureur cycliste suédois.

## Biographie
En 2017, Hampus Anderberg rejoint l'équipe continentale belge T.Palm-Pôle Continental Wallon au mois de juin. Satisfait de l'organisation de l'équipe et de son programme de courses, il décide de poursuivre une saison supplémentaire avec cette formation en 2018. Afin de briller pleinement en Belgique, il part s'installer à Namur, en collocation avec ses équipiers William Elliott et Edward Walsh. Il est également rejoint par son compatriote Andreas Andersson, nouveau coéquipier originaire tout comme lui de Halmstad.

## Palmarès
- 2013
  - 3e du championnat de Suède du contre-la-montre juniors
- 2014
  -  Champion de Suède du contre-la-montre juniors
  - 1re étape des Svanesunds 3-dagars (contre-la-montre)
  - 3e du championnat de Suède sur route juniors
- 2015
  -  Champion de Suède du contre-la-montre espoirs
  - 1re (contre-la-montre), 2e et 3e (contre-la-montre) des Svanesunds 3-dagars
  - 2e de l'U6 Cycle Tour
- 2016
  - 3e du championnat de Suède du contre-la-montre espoirs
- 2017
  - Vincoloppet
  - 3e du championnat de Suède du contre-la-montre

## Classements mondiaux
| Année                                 | 2015 | 2016  | 2017 |
| ------------------------------------- | ---- | ----- | ---- |
| Classement mondial                    |      | 2471e | 680e |
| UCI Europe Tour                       | 732e | 1637e | 404e |
|                                       |      |       |      |
| Légende : nc = non classéSource : UCI |      |       |      |